# Joaquim Tomás do Amaral
Joaquim Tomás do Amaral, 2° vizconde de Cabo Frío (Río de Janeiro, 16 de agosto de 1818-Río de Janeiro, 15 de enero de 1907), fue un político y diplomático que sirvió al Imperio del Brasil y a la república en el siglo XIX y los primeros años del siglo XX.

## Biografía
Joaquim Tomás do Amaral nació el 16 de agosto de 1818 en Río de Janeiro, hijo de António José do Amaral (1782-1840), mayor del Real Cuerpo de Ingenieros, y de Maria Benedicta Carneiro da Silva (1788-1851).
El 14 de octubre de 1840 fue designado árbitro en la comisión mixta brasileño-británica en Sierra Leona.
Debido a su buen desempeño fue trasladado a la legación del Imperio en Gran Bretaña el 4 de octubre de 1842 y el 17 de julio de 1845 fue designado agregado de primera clase en dicha legación.
Entre el 15 de marzo de 850y el 1 de junio de 1851 ofició como encargado de negocios interino, tras lo que regresó a sus funciones habituales hasta el 11 de noviembre de ese año, en que fue promovido a secretario de esa embajada. 
El 14 de agosto de 1854 fue destinado con similares funciones a la representación del Imperio en Francia.
El 25 de febrero de 1855 fue nombrado encargado de negocios del Imperio del Brasil en la ciudad de Buenos Aires, en momentos en que el Estado de Buenos Aires se encontraba separado de la Confederación Argentina. Acreditado también ante la Confederación, el 26 de septiembre de 1856 fue trasladado al Uruguay.
El 9 de diciembre de 1858 fue promovido a ministro residente en misión especial ante el Paraguay.
Rotas las relaciones entre Brasil y Gran Bretaña a raíz de la llamada Cuestión Christie, Amaral se desempeñaba como ministro en Bélgica cuando contra lo esperado, el 18 de junio de 1863 el árbitro Leopoldo I de Bélgica sentenció a favor de Brasil.
Por decreto del 20 de diciembre de 1867 fue designado enviado extraordinario y ministro plenipotenciario del Brasil en una misión especial en la Confederación Argentina.
Nombrado director general del Ministerio de Asuntos Exteriores poco después de la proclamación de la República (1889) asumió brevemente el Ministerio de Relaciones Exteriores entre el 17 de enero y el 22 de febrero de 1890.
Pese a servir a la república fue descripto como «el bastión del tradicionalismo, heredero de las costumbres más establecidas de la burocracia imperial» pese a lo cual intentó modernizar la organización del trabajo del personal del ministerio, lo cual fue luego desestimado por su principal adversario, el Barón de Río Branco, quien se convertiría finalmente en la principal figura de la Cancillería.
Nombrado Consejero del Emperador fue también distinguido con los títulos de II barón de Cabo Frío (2 de mayo de 1874) y II vizconde de Cabo Frío el 2 de mayo de 1889.
Falleció el 15 de enero de 1907 en Río de Janeiro, recibiendo numerosos homenajes públicos, entre ellos el del ejército ya que tenía el nombramiento de general de división honorario.
En su homenaje la cancillería brasileña creó la Fundación Vizconde de Cabo Frío (Fundação Visconde de Cabo Frío).
Había casado con Maria Benedicta Lobato Cunha con quien tuvo un hijo, José Antônio Lobato Cunha do Amaral.

## Condecoraciones
Fue condecorado por su gobierno y numerosas naciones extranjeras: 
- Comendador de la Imperial Orden de la Rosa de (Brasil)[2]
- Comendador de la Orden de Nuestra Señora de la Concepción de Villaviciosa, (Portugal).
- Orden de la Estrella Polar, (Suecia).
- Caballero de la Legión de Honor, (Francia).
- Gran cruz de la Orden de Leopoldo, (Bélgica).[3]
- Caballero gran cruz de la Orden de Isabel la Católica (España).
- Gran cruz de la Orden al Mérito de la Corona de Prusia,[4]
- Gran cruz de la Orden de la Corona de Italia.[5]
- Caballero de la Orden Imperial del Doble Dragón (China).[6]